# Березнуватівка
Березнува́тівка — село в Україні, у Святовасилівській сільській громаді Дніпровського району Дніпропетровської області. До адміністративної реформи було центром Березнуватівскої сільської ради.

## Географія
Село Березнуватівка знаходиться на берегах річки Грушівка, вище за течією на відстані 1 км розташоване село Костянтинівка, нижче за течією на відстані 1,5 км розташоване село Межове. На річці зроблена загата. Селом проходить автомобільна дорога Т 0420. Код КОАТУУ — 1225081201.

## Історія

### Заснування та розвиток
Село засноване в XVII столітті під назвою Левенцеве.
Станом на 1886 рік у колишньому власницькому селі Сергіївка (Левенцеве) Киньгрустської волості Катеринославського повіту Катеринославської губернії мешкало 312 осіб, налічувалось 48 дворових господарств, існувала лавка.
Село розташоване на високому місці серед степів в дузі річки Дніпро. Від села до м. Дніпро — 60 км, до м. Кам'янське — 30 км, до м. Нікополя — 93 км. Хутір Костянтинівка — 3 км від села, там жили землевласники, що мали від 10 до 60 десятин землі. Грушівка Рудиця (кріпацьке село поміщика Рудиці) Мало Абрамчик — так назвав пан село в честь свого сина Малий Абрамчик. Тут жили селяни вивезені з Росії. Грушівка Малинки — 10 — 12 хат. Жили тут наймити поміщика Малинки. Хутір Хреївка. Селяни цього хутора орендували землі поміщика Хрея. Усі ці села територіально належали до Криничанської волості.
Назва села змінювалася. Коли було засноване село мало назву Левенцева, бо земля належала пану Левенцю. У селі жили кріпаки, вільні селяни з козацької сім'ї, росіяни.
У 1927 році знайдено документи сільського управління, де був запис 1863 р. поміщика Сергія Аполоновича Рудиці, що він згідно Маніфесту 1861 року передає своїм селянам — кріпакам 40 десятин землі і звільняє їх від кріпосної залежності.
Перша школа в с. Березнуватівка існувала ще до 1890 р. В 1893 була збудована збудована церковно- парафіяльна школа з трьома відділами в центрі села. В 1895 була збудована церква, яку в роки колективізації розбили.

### Радянська доба
Після 1917 р. школу було перейменовано в трудову з 4-х річним навчанням. На південь км 9-10 від села проходив шлях Нікополь — Дніпропетровськ. Переказують, що по цьому шляху ходили валки чумаків на Крим. До 1917 р. цей шлях служив поштовим трактом. 
Організація колективного господарства почалася в 1930 р., а повна колективізація завершена в 1931 р. У другій половині 1934 р. колгоспи Березнуватівської сільської ради обслуговувала Олександропільська МТС. 
З 3 липня 1941 по 29 жовтня 1943 р. колгоспи Березнуватівської сільської ради були окуповані загарбниками.
У 1952 р. електрифіковані об'єкти колгоспу і будинки колгоспників. На площі 200 га почали зрошування на землі. У 1959 Березнуватівська сільська рада була об'єднана з Орлівською сільською радою. Цю територію об'єднала Єлізарівська сільська рада. В 1982 році знову утворилася Березнуватівська сільська рада, яка діє до цього часу.
У 1970—1971 рр. збудована нова двоповерхова школа. У 1981—1982 н.р. Березнуватівська 8 річна школа реорганізована в десятирічну.

### Новітній час
Після здобуття незалежності України, село почало поступово занепадати. Місцеві жителі виїжджали до найближчих великих міст у зв'язку з відсутністю робочих місць.
Населення за переписом 2001 року становило 734 особи.
У зв'язку із декомунізацією на території Березнуватівської сільської ради було перейменовано декілька топонімів. Серед них вул. Берегова (колишня Кірова), вул. Місківа (колишня Пролетарська). Також нову назву отримало село Межове (колишнє Червоне).

## Населення
Згідно з переписом УРСР 1989 року чисельність наявного населення села становила 719 осіб, з яких 324 чоловіки та 395 жінок.
За переписом населення України 2001 року в селі мешкало 728 осіб.

### Мова
Розподіл населення за рідною мовою за даними перепису 2001 року:
| Мова       | Кількість | Відсоток |
| ---------- | --------- | -------- |
| українська | 687       | 93.60%   |
| російська  | 24        | 3.27%    |
| вірменська | 20        | 2.72%    |
| румунська  | 2         | 0.27%    |
| білоруська | 1         | 0.14%    |
| Усього     | 734       | 100%     |

## Господарка
- ПП «Росток».
- ТОВ «Агросвіт».
- ФГ « Дмитрій ПДА»

## Об'єкти соціальної сфери
- Березнуватівський заклад загальної середньої освіти І-ІІІ ступенів
- Березнуватівський дошкільний навчальний заклад «Барвінчата»[7]
- Березнуватівський ФАП
- Березнуватівський Будинок культури
- Березнуватівська сільська бібліотека

## Постаті
- Личкатий Іван Васильович — герой-захисник Севастополя під час німецько-радянської війни.
- Місків Артур Валерійович — капітан (звання присвоєне посмертно) Збройних Сил України, загинув у боях за Дебальцеве.
- Нігоян Сергій Гагікович — Герой України, учасник Євромайдану.